# Осока Госта
Осока Госта, осока Хоста (Carex hostiana) — вид рослин родини осокові (Cyperaceae), поширений у Європі й Північній Америці.

## Опис
Багаторічна трав'яниста рослина 30–45(60) см заввишки; не росте пучками. Рослина з прямостійними пагонами і пагонами з короткою горизонтальною частиною 1–2 см завдовжки. Нижні лускоподібне листя розпадається на численні прості волокна. Зубці носиків мішечків тупуваті, з плівчастою вузькою облямівкою на внутрішній стороні зубців і з шипиками по зовнішніх краях. Покривні листки жіночих колосків в 2 рази перевищують колоски чи рівні їм, з довгою трубчастою піхвою; в разі компактного суцвіття — з короткою піхвою ≈3–4 мм довжиною. Плоди розміром 1.5–2 × 1–1.5 мм.

## Поширення
Поширений у Європі й Північній Америці (Сен-П'єр і Мікелон, сх. Канада).
В Україні вид зростає на сирих луках, низинних болотах — в Лівобережному Поліссі (Волинська обл., Турійський р-н; Рівненська обл., Здолбунівський р-н) та західному Лісостепу (Тернопільська обл., Зборівський р-н), рідко.

## Галерея

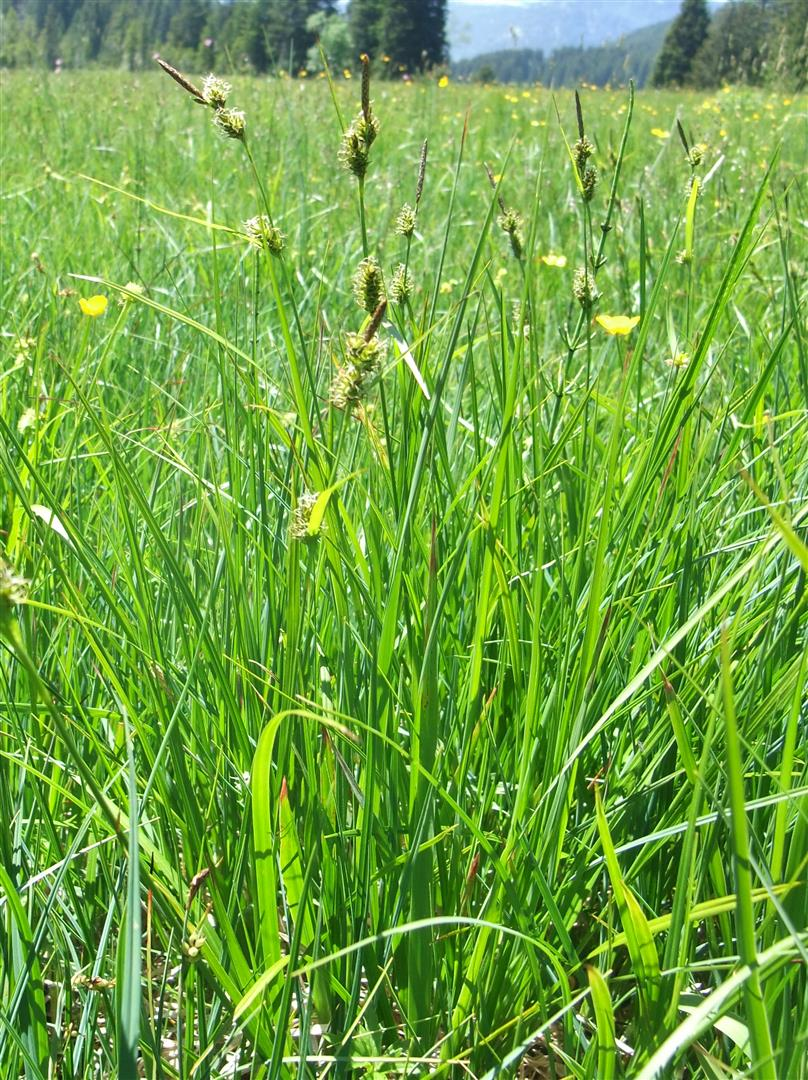
у середовищі проживання
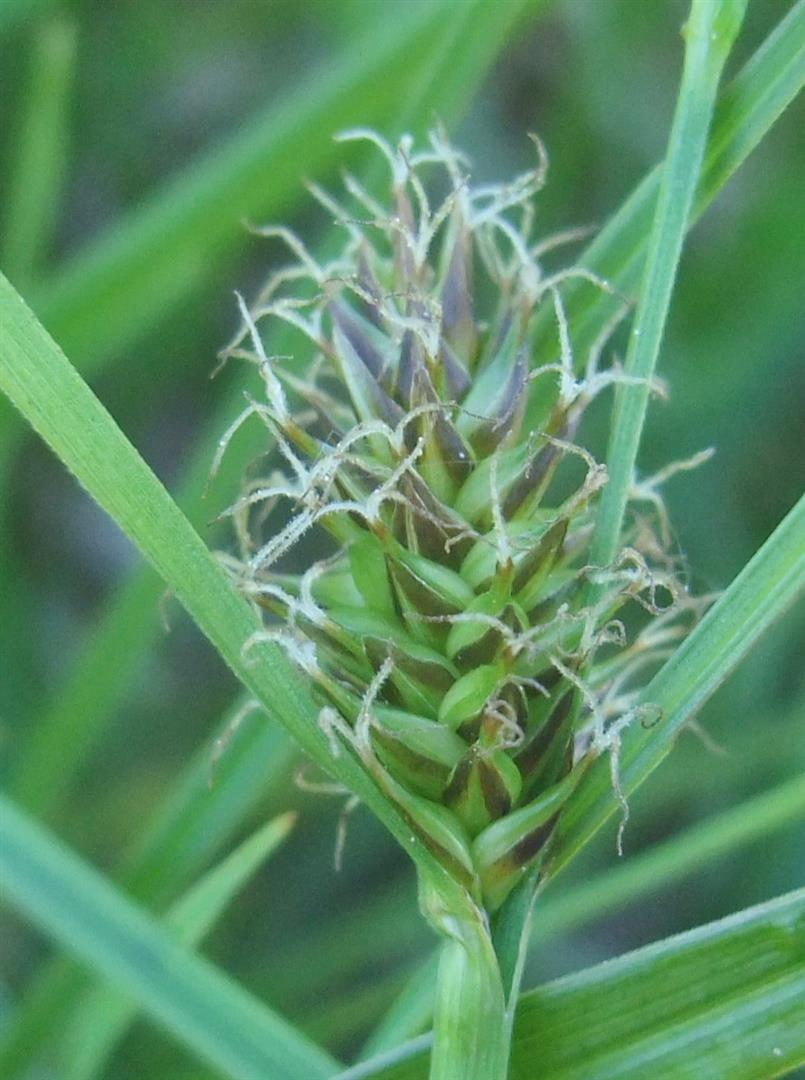
суцвіття
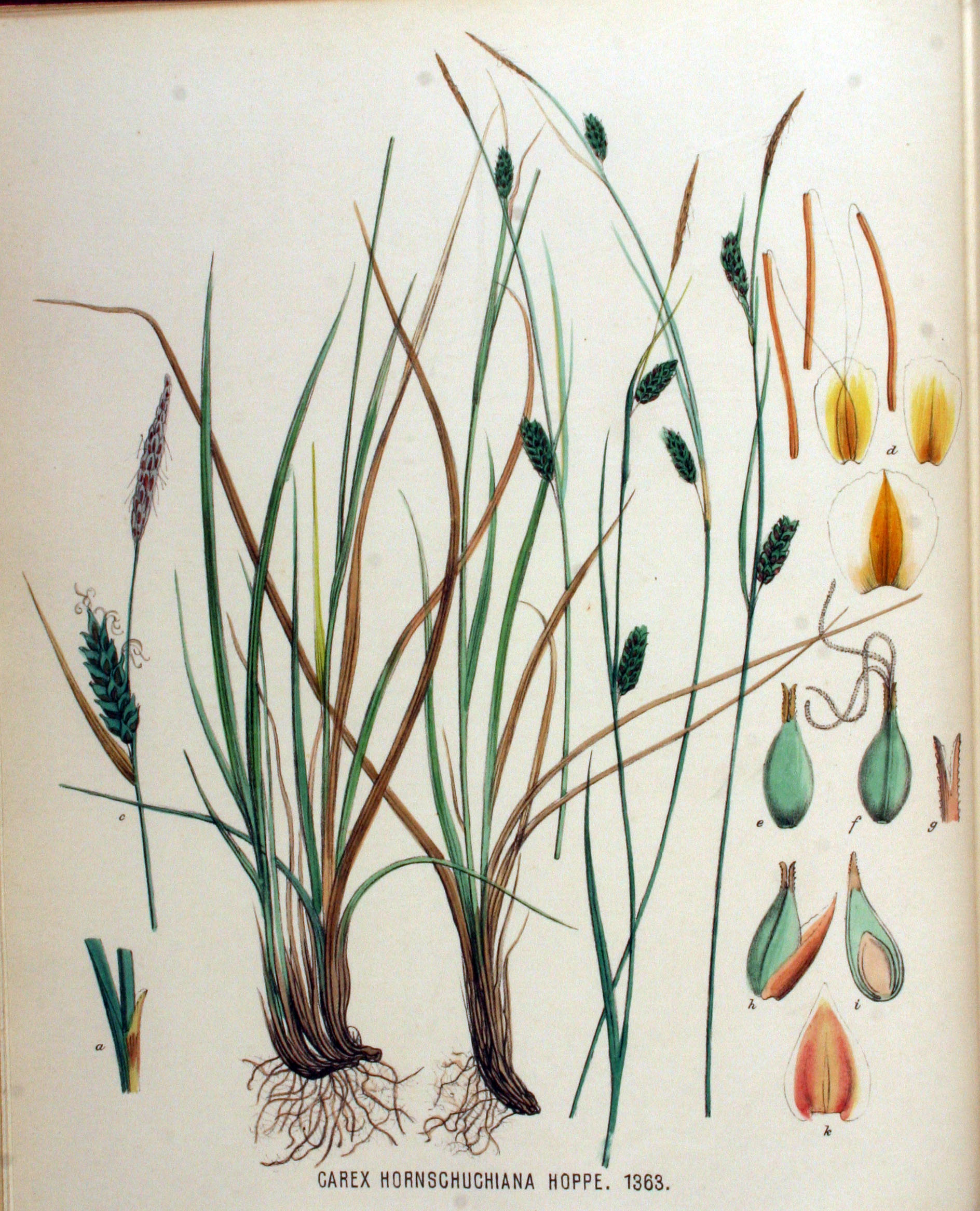
ілюстрація